# Homoneura varifrons
Homoneura varifrons är en tvåvingeart som beskrevs av Lamb 1912. Homoneura varifrons ingår i släktet Homoneura och familjen lövflugor.
Artens utbredningsområde är Seychellerna. Inga underarter finns listade i Catalogue of Life.